# Montsacopa
Montsacopa oder Volcà del Montsacopa ist ein erloschener Vulkan im Naturschutzpark Vulkane der Garrotxa in Olot, Katalonien.
Die letzte Eruption fand vor ca. 100.000 Jahren statt.
Auf dem Kraterrand befindet sich die Hermitage San Franzisko aus dem 17. Jahrhundert.